# Milan Indoor 1986
Il Milan Indoor 1986 è stato un torneo di tennis giocato sul sintetico indoor. È stata la 9ª edizione del Milan Indoor, che fa parte del Nabisco Grand Prix 1986. Si è giocato a Milano in Italia, dal 10 al 16 marzo 1986.

## Campioni

### Singolare
Ivan Lendl ha battuto in finale  Joakim Nyström con il punteggio di 6–2, 6–2, 6–4

### Doppio
Colin Dowdeswell /  Christo Steyn hanno battuto in finale  Brian Levine /  Laurie Warder con il punteggio di 6–3, 4–6, 6–1